# Захаров Петро Іванович
Петро́ Іва́нович Заха́ров (нар. 12 липня 1907, місто Сімферополь, Російська імперія — 1965) — радянський діяч, полковник. Секретар ЦК КП(б)У із будівництва і будівельних матеріалів (1941—1943). Начальник Лабораторії «В» (1947—1950), керівник будівництва першої в світі Обнінської АЕС.

## Біографія
У 1929 році працював виконробом на будівництві Дніпровської ГЕС, де будував шлюзи.
У 1932 році закінчив Дніпропетровський будівельний інститут. Його однокурсником був Йосип Табулевич, згодом заступник директора Об'єкта «В». Разом вони проходили практику на будівництві Луганського паровозобудівного заводу. Член ВКП(б).
Після закінчення інституту будував військові аеродроми. У 1937 році призначений заступником головного інженера військово-будівельного управління Київського військового округу. У тому ж році заарештований органами НКВС і деякий час перебував під арештом. Потім був звільнений із ув'язнення, а справу закрили.
З 1938 року працював інструктором промислово-транспортного відділу ЦК КП(б)У. З вересня 1938 до квітня 1939 року — заступник завідувача промислово-транспортного відділу ЦК КП(б)У. З квітня по грудень 1939 року — заступник завідувача відділу кадрів ЦК КП(б)У.
З грудня 1939 року — завідувача промислового відділу ЦК КП(б)У. У 1941 році — завідувач відділу будівництва і будівельних матеріалів ЦК КП(б)У.
7 травня 1941 — серпень 1943 року — секретар ЦК КП(б)У з будівництва і будівельних матеріалів.
Після початку німецько-радянської війни в кінці червня 1941 року увійшов до оперативної групи з керівництва партизанським рухом і підпільною діяльністю на окупованій території України при Військовій раді Південно-Західного фронту та займався організацією партизанського руху на території України. З 1942 року служив комісаром інженерних військ на Сталінградському й Донському фронтах. Працював в апараті ЦК ВКП(б), де координував танкову промисловість.
У серпні 1943 — липні 1944 року — заступник секретаря ЦК КП(б)У з будівництва і будівельних матеріалів.
З липня 1944 по лютий 1945 року — 1-й заступник народного комісара житлово-цивільного будівництва Української РСР. Займався відновленням шахт Донбасу.
З лютого 1945 року — керуючий тресту «Хрещатикбуд» Народного комісаріату житлово-цивільного будівництва Української РСР у місті Києві.
У 1945—1946 роках — начальник будівництва закритого міста Челябінськ-40.
У 1947—1950 роках — начальник атомної Лабораторії «В» у селищі Малоярославець-1 (Обнінськ) Калузької області. Був одним з ініціаторів рішення про будівництво в Обнінську атомної електростанції та експериментальних критичних стендів для майбутнього атомного підводного флоту. З 1951 року — заступник директора атомної Лабораторії «В» у місті Обнінську Калузької області, керував будівництвом першої в світі Обнінської АЕС.
З серпня 1953 року працював на будівництві ядерного об'єкта в селищі Дубна Московської області. У 1954 році був паралізований внаслідок інсульту. Помер у грудні 1965 року.

## Звання
- полковник

## Нагороди
- орден Леніна (1951)
- орден Червоного Прапора (1943)
- медаль «За оборону Сталінграда»
- медаль «Партизанові Вітчизняної війни» I ступеня